# Legión sagrada

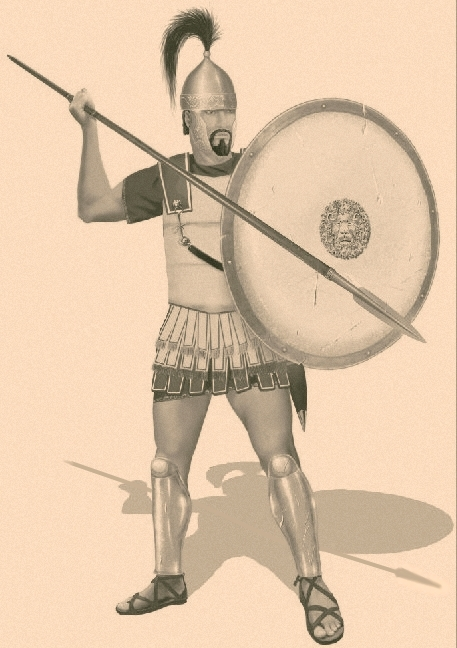
La Legión sagrada

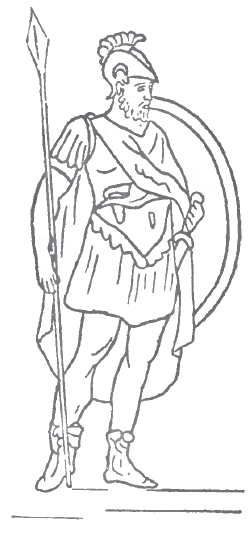
Infante del Batallón Sagrado.

La Legión sagrada era el cuerpo de élite del ejército cartaginés. Estaba formada por nobles de la rica ciudad africana; eran comparativamente reducidos en número y muy capaces para el combate.
Su armamento y formación eran similares a los de los hoplitas griegos: lanza larga como arma principal, espada corta, escudo redondo de 90-110 cm (llamado hoplon), casco de bronce, grebas (las cnémidas griegas) y armadura de gran calidad. Formaban en apretadas filas en falange, cubriendo con su escudo además de a sí mismo, al compañero de la izquierda, a la vez que el compañero de la derecha ayudaba a cubrirlo a él.
La Legión Sagrada contemplaba infantería, pero también caballería (Legión Sagrada a caballo), quienes en su totalidad eran la élite de las tropas cartaginesas. Sus miembros estaban conformados por los hijos de las familias patricias que fueron entregados a los templos de la diosa Astarté, quienes en vez de ser sacrificados eran puestos a cumplir tareas militares. Funcionaban como caballería pesada y eran devotos seguidores de Astarté.
Tras la primera guerra púnica en Sicilia, el pueblo de Cartago debido a las bajas sufridas en esa guerra, acordó que este batallón no saliera más a combatir al extranjero y que sólo participarían en la guerra para defender la mismísima Cartago. 
Estos hombres eran adoradores también de un antiguo dios fenicio, Baal dios de la guerra al que le habían construido un templo alrededor del siglo III a. C. en Cartago.